# Songshan, Luoyuan
Songshan (kinesiska: 松山) är en köping i sydöstra Kina. Den ligger i Luoyuan härad i provinshuvudstaden Fuzhou i provinsen Fujian, omkring 52 kilometer nordost om centrala Fuzhou. Antalet invånare är 22960. Befolkningen består av 10 857 kvinnor och 12 103 män. Barn under 15 år utgör 13,0 %, vuxna 15-64 år 73 %, och äldre över 65 år 12,0 %.